# Sentrup (Münster)

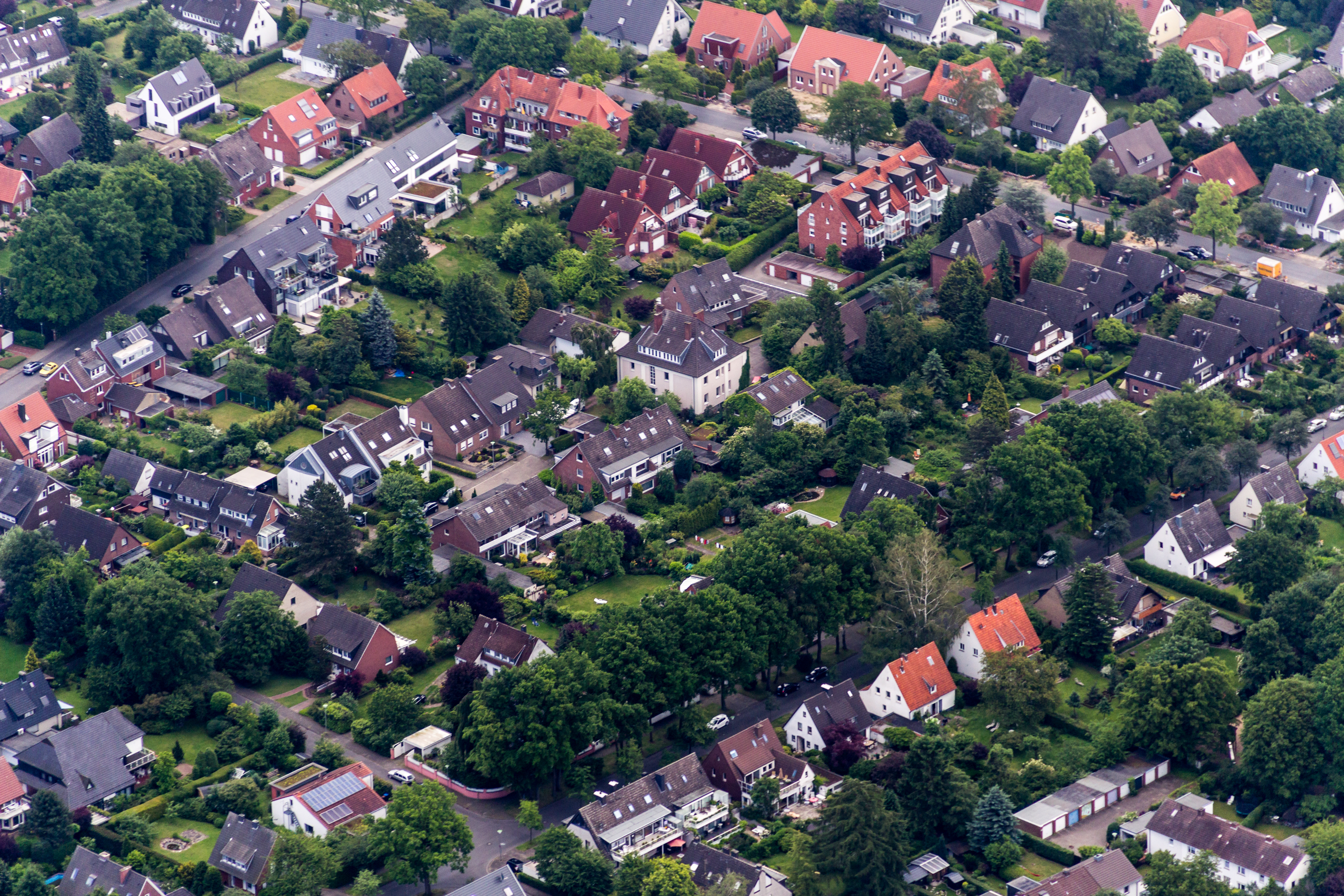
Wohngebiet Sentruper Höhe/Schmeddingstraße (2014)

Sentrup beziehungsweise nach der Hauptsatzung Sentruper Höhe ist ein Wohnbereich (Stadtteil) von Münster in Westfalen (Bundesrepublik Deutschland). Er ist nach dem Hof Sentrup benannt, der bereits im Jahr 900 existierte.

## Lage
Sentrup liegt zwischen der Innenstadt und südöstlich von Gievenbeck im Westen Münsters. Der Bezirk ist dem Stadtbezirk West zugeordnet. Die offizielle Einwohnerzahl betrug zum 31. Dezember 2023 8.369 Einwohner auf einer Fläche von circa 6,6 km². Aufgrund des relativ zentralen Standortes und der Nähe zu diversen Naherholungsgebieten zählt die Sentruper Höhe zu Münsters begehrtesten und teuersten Wohnlagen.
Der Kern Sentrups gliedert sich vornehmlich in drei Teile: Im Norden von Sentrup befindet sich das Universitätsklinikum von Münster, gefolgt von Wohngebieten im Zentrum mit der St.-Theresien-Kirche von 1956, im Süden befindet sich das Gelände rund um den Allwetterzoo, unter anderem mit dem Sportpark Sentruper Höhe, dem Westfälischen Pferdemuseum, dem Mühlenhof-Freilichtmuseum Münster und dem LWL-Museum für Naturkunde. Dazu kommt noch ein nördlicher Teil, der in der Wahrnehmung der Münsteraner eigentlich nicht zu Sentrup gehört und sich bis zum Technologiepark an der Steinfurter Straße hinzieht. In diesem Teil sind vornehmlich Einrichtungen der Universität (Naturwissenschaftliches Zentrum, Sportgelände, Leonardo-Campus) und der Fachhochschule Münster zu finden. Im Südosten befindet sich weiterhin die Katholische Akademie Franz-Hitze-Haus.
Die West-Ost-Achse des Viertels ist nach Wilhelm von Waldeyer, die Nord-Süd-Achse nach Adolf Schmedding benannt.

## Statistik
Strukturdaten der Bevölkerung in Sentrup am 31. Dezember 2020:
- Bevölkerungsanteil der unter 20-Jährigen: 14,3 % (Münsteraner Durchschnitt: 17,4 %)[3]
- Bevölkerungsanteil der mindestens 60-Jährigen: 16,4 % (Münsteraner Durchschnitt 23,5 %)[4]
- Ausländeranteil: 10,5 % (Münsteraner Durchschnitt: 10,9 %)[5]